# 樟宜车厂
樟宜車廠（英語：Changji Depot）是一座位於新加坡樟宜的車廠，鄰近許錫林路（Koh Sek Lim Road）。
樟宜車廠設有一個列車停放處（train yard），可供46列列車停泊，面積達250,000平方（2,700,000平方英尺）。車廠除用作日常列車維修，亦供東西線列車調度之用。車廠於1980年末，隨東西線竣工而建成啟用。該車廠比鄰新生水展覽中心、博覽地鐵站附近。
車廠位於東西線博覽站及丹那美拉站之間，並設有2條西行通往丹那美拉站的聯絡線（reception track）。
車廠將於2026年由東海岸綜合車廠所取代。

## 歷史
1983年11月6日，樟宜車廠的大部分土地被徵收，用以興建地鐵調車場。為興建地鐵車廠，許鍚林村（Kampong Koh Sek Lim）於1983年12月清拆，原村居民亦遷往淡濱尼和勿洛。

## 相關事件
2010年5月18日，一列川崎重工C151型列車於廠內遭故意毀壞，車身下半部被繪上繁複而精美的塗鴉。
一名名為奧利弗·弗里克的瑞士公民被控三項罪名—於5月17日早些時候闖入車廠、通過噴灑油漆毀壞列車，以及損毀公共財物（剪毀屬陆路交通管理局資產的鐵絲網圍欄）。另一英國公民亦被指與該事件有關，但下落不明。
SMRT於2010年6月8日，就車廠的安全漏洞而致歉。地鐵公司除與有關當局一同檢視所有車廠的保安措施外，亦指示所有經由SMRT聘請的保安公司人員需加強警覺；同時亦增加各車廠駐守的保安員和巡邏員。
就此起事件，SMRT被罰款50,000新加坡元。

## 未來發展
2012年8月，當局宣佈將取代行將拆卸的梓宜車廠，並於現址附近興建一個新車廠，名為東海岸綜合車廠。該車廠將為東西、濱海市區及汤申—东海岸线三線的列車提供存放空間。該設施為一地下（66條股道／濱海市區線）、地面（62條股道／湯東線）及地上（72條股道／東西線）三層式車廠，一線一層。有關方面曾於2014年8月稱，該設施將於2026年竣工。